# Arthur McCabe
Pour les articles homonymes, voir McCabe.
Arthur John Michael McCabe, né le 23 juin 1887 à Tamworth et mort le 30 juillet 1924 à Sydney, est un joueur australien de rugby à XIII et de rugby à XV évoluant au poste de demi d'ouverture.

## Carrière
Il remporte la médaille d'or du tournoi de rugby à XV aux Jeux olympiques de 1908 à Londres.